# Hyospathe macrorhachis
Hyospathe macrorhachis är en enhjärtbladig växtart som beskrevs av Karl Ewald Maximilian Burret. Hyospathe macrorhachis ingår i släktet Hyospathe och familjen Arecaceae. IUCN kategoriserar arten globalt som nära hotad. Inga underarter finns listade i Catalogue of Life.